# Saltney
Saltney is een plaats in het Welshe graafschap Flintshire.

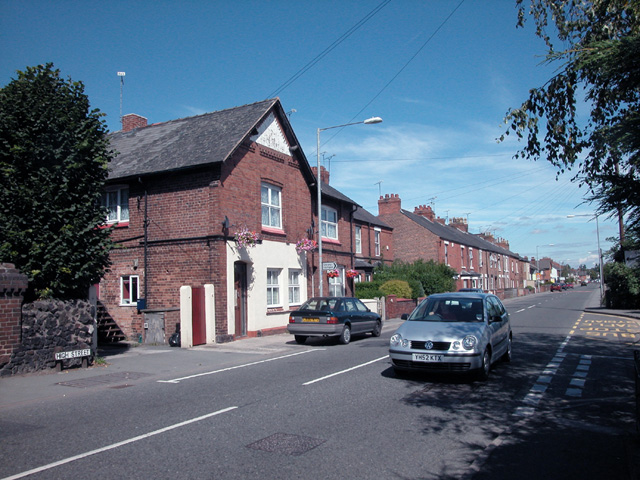
Straatbeeld

Saltney telt 4769 inwoners.